# George Lyon (politico)
George Lyon (Rothesay, 16 luglio 1956) è un politico britannico liberaldemocratico, ex Europarlamentare per la Scozia.
Lyon è un ex agricoltore proveniente dall'Isola di Bute e l'ex presidente dell'unione nazionale agricoltori scozzesi. Dal 1999 al 2007 è stato un membro del Parlamento scozzese in rappresentanza dei collegi elettorali Argyll e Bute.